# Словенија на Светском првенству у атлетици на отвореном 2013.
Словенија је на Светском првенству у атлетици на отвореном 2013. одржаном у Москви од 10. до 18. августа, учествовала једанаести пут, односно учествовала је под данашњим именом на свим првенствима од 1993. до данас. Репрезентацију Словеније представљало је 9 такмичара (3 мушкараца и 6 жена) који су се такмичили у девет дисциплина (3 мушке и 6 женских).,
На овом првенству представници Словеније нису освојили ниједну медаљу, а постигнут је један рекорд сезоне.
У табели успешности према броју и пласману такмичара који су учествовали у финалним такмичењима (првих 8 такмичара) Словенија је са једним учесником у финалу делила 43 место са 5 бодова, од 60 земаља које су имале представнике у финалу. На првенству је учествовало 206 земаља чланица ИААФ.
| Плас. | Земља     | 1. место | 2. место | 3. место | 4. место | 5. место | 6. место | 7. место | 8. место | Бр. финал. | Бод. |
| ----- | --------- | -------- | -------- | -------- | -------- | -------- | -------- | -------- | -------- | ---------- | ---- |
| =43.  | Словенија | 0        | 0        | 0        | 1        | 0        | 0        | 0        | 0        | 1          | 5    |

## Учесници
| Мушкарци: - Јан Жумер — 200 м - Рожле Презељ — Скок увис - Примож Козмус — Бацање кладива | Жене: - Соња Роман — 1.500 м - Марина Томић — 100 м препоне - Данеја Грандовец — Маратон - Снежана Родич — Троскок - Барбара Шпилер — Бацање кладива - Мартина Ратеј — Бацање копља |  |

## Резултати

### Мушкарци
| Атлетичар     | Дисциплина     | Лични рекорд | Квалификације | Квалификације | Полуфинале           | Полуфинале           | Финале               | Финале       | Детаљи |
| Атлетичар     | Дисциплина     | Лични рекорд | Резултат      | Место         | Резултат             | Место                | Резултат             | Место        | Детаљи |
| ------------- | -------------- | ------------ | ------------- | ------------- | -------------------- | -------------------- | -------------------- | ------------ | ------ |
| Јан Жумер     | 200 м          | 20,59        | 21,35         | 6. у гр. 7    | Није се квалификовао | Није се квалификовао | Није се квалификовао | 42 / 55 (56) |        |
| Рожле Презељ  | Скок увис      | 2,32 НР      | 2,17          | 11. у гр. А   |                      |                      | Није се квалификовао | 23 / 30 (34) |        |
| Примож Козмус | Бацање кладива | 82,58 НР     | 78,10         | 1 у гр. Б КВ  | 79,22                | 4 /27 (29)           |                      |              |        |

### Жене
| Атлетичарка      | Дисциплина     | Лични рекорд | Квалификације | Квалификације | Полуфинале            | Полуфинале            | Финале                | Финале       | Детаљи |
| Атлетичарка      | Дисциплина     | Лични рекорд | Резултат      | Место         | Резултат              | Место                 | Резултат              | Место        | Детаљи |
| ---------------- | -------------- | ------------ | ------------- | ------------- | --------------------- | --------------------- | --------------------- | ------------ | ------ |
| Соња Роман       | 1.500 м        | 4:02,13 НР   | 4:08,58       | 7. у гр 3 кв  | 4:08,63               | 11. у гр. 1           | Није се квалификовала | 18 / 37      |        |
| Марина Томић     | 100 м препоне  | 12,94        | 13,26         | 5. у гр. 3    | Није се квалификовала | Није се квалификовала | Није се квалификовала | 25 / 36 (37) |        |
| Данеја Грандовец | Маратон        | 2:41:20      |               |               |                       |                       | 3:10:46               | 46 / 46 (72) |        |
| Снежана Родич    | Троскок        | 14,58        | 14,17         | 4 у гр. Б кв  |                       |                       | 14,13                 | 9 / 21       |        |
| Барбара Шпилер   | Бацање кладива | 71,25 НР     | 64,58         | 12 у гр. А    | Није се квалификовала | 55 / 26 (27)          |                       |              |        |
| Марина Ратеј     | Бацање копља   | 67,16 НР     | 57,95         | 11 у гр. Б    | Није се квалификовала | 20 / 27               |                       |              |        |